# Скориковка
Скорико́вка (укр. Скориківка) — село в Золотоношском районе Черкасской области Украины. Расположено на реке Золотоношке в 20 км к северу от районного центра - города Золотоноши и в 11 км от железнодорожной станции Пальмира.
Население по переписи 2001 года составляло 588 человек. Почтовый индекс — 19730. Телефонный код — 4737.

## Местный совет
19730, Черкасская обл., Золотоношский р-н, с. Скориковка, ул. Ленина, 2.

## Известные люди
В селе родился Дейнега, Василий Демьянович (1913—1986) — советский военный и политический деятель.